# Raoul Gregory Vitale
Raoul Gregory Vitale (Latakia, 12 febbraio 1928 – 29 settembre 2003) è stato un fisico, musicologo e storico siriano.

## Biografia
Discendente di italiani, Vitale compì gli studi primari e superiori presso un istituto francofono (Fratelli delle scuole cristiane) e imparò l'inglese alla Scuola Americana di Latakia, dopodiché si iscrisse all'Università americana di Beirut, dove conseguì la laurea in fisica. In seguito visse diversi anni a  Parigi: qui perfezionò i suoi studi e prese confidenza con i computer e i loro sistemi operativi. Intrapresa la carriera accademica, insegnò dapprima nell'Università Libanese e poi nell'ateneo dove aveva studiato.  Si sposò ed ebbe tre figli maschi. Allo scoppio della guerra civile libanese fece ritorno in Siria.
In gioventù era stato membro sia del Musical Club di Latakia sia del Committee of Ugarit Friends ("Comitato degli Amici di Ugarit"), esperienze che più tardi sfociarono nella pubblicazione di numerosi studi sulla musica antica del Vicino Oriente, che egli raccolse in articoli e volumi parallelamente ai lavori scientifici. A Vitale si deve la descrizione di tutte le note della scala musicale babilonese, un risultato che è stato ampiamente accettato e confermato da tutti i ricercatori successivi. Si occupò inoltre del cosiddetto  Inno a Nikkal, il sesto dei Canti Hurriti, fornendone la prima interpretazione completa. Di grande importanza anche gli studi sull'alfabeto ugaritico, da lui confrontato con altri sistemi alfabetici (latino, greco e arabo).

## Pubblicazioni principali di musicologia
- La tablette musicale H-6. Archeologiques Arabe Syriennes 29 – 30 (1979–1980)
- La Musique suméro-accadienne: gamme et notation musicale. Ugarit-Forschungen 14 (1982), pg. 241–63.